# 穆拉迪耶
穆拉迪耶（羅馬化：Berkri）是土耳其的城鎮，位於該國東部，距離首府凡城84公里，由凡城省負責管轄，毗鄰阿勒省，面積1,049平方公里，海拔高度1,700米，2011年人口14,267。